# Duberria rhodesiana
Duberria rhodesiana ist eine Schlangenart aus der Gattung Duberria innerhalb der Familie Pseudoxyrhophiidae. Sie wird im englischen Sprachraum auch Zimbabwean Slug Eater („Simbabwescher Schneckenfresser“) genannt.

## Merkmale
Der Erstbeschreibung zufolge hat die Art anhand 18 untersuchter Exemplare folgende Merkmale: Die Gesamtlänge liegt für Weibchen bei maximal 307 mm und für Männchen bei 293 mm. Die Schwanzlänge macht etwa 10 bis 19 % der Gesamtlänge aus. Die Körperfarbe ist dorsal blaugrau bis olivbraun mit einer feinen, gestrichelten schwarzen Linie entlang der Wirbelsäule. Die Ansätze der lateralen Schilde sind bläulich weiß. Die Ventralseite ist ebenfalls bläulich weiß mit Paaren aus unregelmäßigen schwarzen Flecken am Ansatz der Schuppen. Die Beschuppung weist 15 Reihen auf, 124 bis 137 Ventralia (Bauchschuppen), 21 bis 38 Subcaudalia, meist 6 Infralabialia (Unterlippenschilde), 1 Prä- und 1 Postoculare sowie im Gegensatz zu der Schwesterart Duberria shirana 1 Loreale. Der Analschild ist ungeteilt.

## Lebensweise
Die Schlangen der Gattung haben sich bei ihrer Nahrung auf Schnecken spezialisiert. Andere ausschließlich schneckenfressende Schlangengattungen sind Micropisthodon aus der gleichen Familie sowie Pareas aus der Familie Pareidae und Dipsas aus der Familie Dipsadinae. Zu den natürlichen Feinden der Art zählen Vögel und andere Schlangen wie die Mosambik-Speikobra (Naja mossambica). Die Weibchen sind vivipar (lebendgebärend). Beim weiblichen Paratyp mit einer Gesamtlänge von 307 mm wurde eine Anzahl von 7 Jungtieren beobachtet, die eine Größe von etwa 95 mm hatten. 6 der Jungtiere wurden in Gefangenschaft von adulten Artgenossen gefressen.

## Verbreitungsgebiet
Das Verbreitungsgebiet der Art liegt im Nordosten Simbabwes. Es liegt Stand 2022 noch keine Gefährdungseinstufung der IUCN vor.

## Systematik
Duberria rhodesiana ist eine Art aus der Gattung Duberria. Sie wurde 1958 von Donald G. Broadley als Unterart von Duberria lutrix erstbeschrieben. Später wurde sie in den Artstatus erhoben. Das Artepitheton leitet sich von ihrem Vorkommen in Südrhodesien, heute Simbabwe, ab. Der Typenfundort ist „Chishawasha, nahe Salisbury, Südrhodesien“. Dies entspricht etwa 17° 46' S, 31° 13' E in der Provinz Mashonaland East auf einer Höhe von 1400 m.